# Yamakawa Tomiko

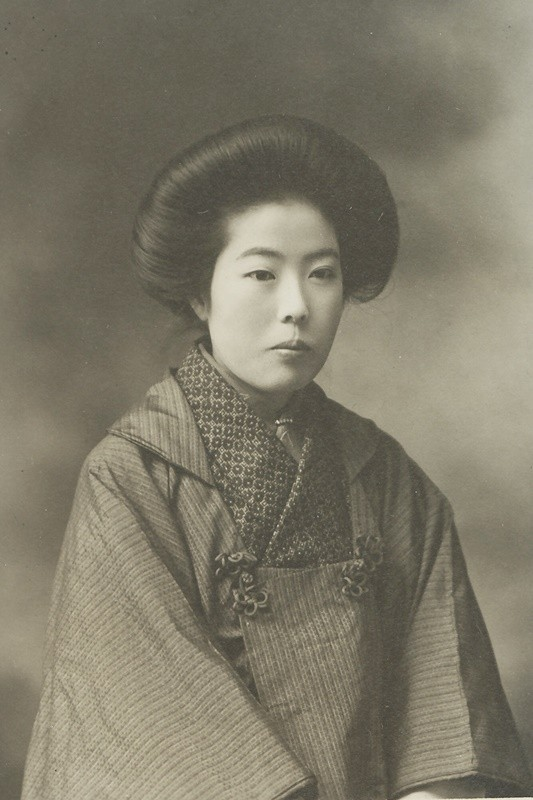
Schriftstellerin Yamakawa Tomiko

Yamakawa Tomiko (japanisch 山川 登美子; * 19. Juli 1879 Takehara (heute: Obama), in der Präfektur Fukui; † 15. April 1909, ebenda) war eine japanische Schriftstellerin. Ihr jüngerer Bruder (1887–1957) war der Schriftsteller Yamakawa Ryō.

## Leben
Yamakawa besuchte die Missions- und Mädchenschule Baika in Osaka, die sie 1897 abschloss. Danach studierte sie ein Jahr lang Anglistik an der Frauenuniversität in Tokio. In dieser Zeit begann sie in der von Yosano Tekkan herausgegebenen Zeitschrift Myōjō Gedichte zu publizieren. Sie heiratete mit 21 Jahren, doch ihr Mann starb bereits zwei Jahre später. Als sie selbst mit nur 30 Jahren an Tuberkulose starb, hatte sie ein wegweisendes Buch mit Gedichten veröffentlicht. Es handelt sich dabei um eine Anthologie mit dem Titel Koi goromo (恋衣), das sie gemeinsam mit Yosano Akiko und Chino Masako schrieb.
Zum Gedenken an sie wurde 2007 in ihrer Heimatstadt ein nach ihr benanntes Literaturmuseum (山川登美子記念館 Yamakawa Tomiko Kinenkan) eröffnet.

## Werk
- 1905 Koi goromo (恋衣, etwa: Kleid der Liebe) mit 131 Gedichten von Yamakawa